# Donald Joel Aronow
Donald „Don“ Joel Aronow (* 3. März 1927 in Sheepshead Bay, Brooklyn, New York City; † 3. Februar 1987 in Miami, Florida) war ein US-amerikanischer Designer, Konstrukteur, Betreiber und Rennfahrer von Rennbooten, wie u. a. die Magnum Marine, Dozi und Cary.
Er konstruierte und baute auch Boote für andere Rennfahrer und Privatkunden. Mohammad Reza Pahlavi, Charles H. Keating, Robert Vesco, Malcolm Forbes, George H. W. Bush und Lyndon Johnson gehörten zu seinen Kunden.

## Leben
Don war der jüngste Sohn von Herman und Ruth Aronow. Zu dieser russisch-jüdischen Emigrantenfamilie gehörten außerdem seine beiden älteren Schwestern Sylvia und Lillian. Sein Vater betrieb zunächst eine Tankstelle, dann ein Taxiunternehmen, welches Opfer der Großen Depression wurde. An der Madison High School entwickelte sich Don zu einem Topathleten, wurde als Rettungsschwimmer an den Stränden von Coney Island eingesetzt und führte seine Schullaufbahn auf dem Brooklyn College fort. Don unterbrach 1945 seinen Schulbesuch, um zur Handelsmarine seines Landes zu gehen und wurde in den letzten Kriegsmonaten auch in Übersee eingesetzt.
1947 kehrte er zurück und erwarb einen technischen Abschluss und arbeitete danach eine Zeitlang selbst als Lehrkraft.
Die zurückkehrenden Veteranen lösten in manchen Städten einen Bauboom aus, von dem auch das Architektenbüro seines Schwiegervaters in New Jersey profitierte. Er nahm dort seine Tätigkeit auf. 1953 gründete er sein eigenes Büro, welches sich schnell zum größten in den gesamten Vereinigten Staaten entwickelte und ihn zum Millionär machte.
1959 ging er nach Miami und kam auf diese Weise zum Rennbootfahren, woraus sich bis 1962 sein neuer Beruf als Rennbootbetreiber und -fahrer formte, als er die Formula Marine gründete, die er an die Alliance Machine Corp. von Merrick Lewis aus Dayton (Ohio) verkaufte.
1964 gründete er Donzi Marine, die und dessen Boot er zu einem internationalen Markenzeichen entwickelte und Mitte 1965 umgehend an die Teleflex Inc. weiterverkaufte. 1966 folgte mit der Magnum Marine eine neue Unternehmung, mit der er 1967 seine erste Meisterschaft in der Rennbootserie gewinnen konnte und 1969 auch dort ausstieg.
Mit Hilfe der Firma Elton Cry's baute er mit der Cary nun endlich sein erstes, eigenes zigarettenförmiges Boot. Zusammen mit seinem Mechaniker und Co-Piloten Norris „Knocky“ House errang er innerhalb von drei Jahren seine zweite Meisterschaft. 1970 hatte er ein eigenes Rennteam gegründet, verkaufte und kaufte es Ende der 1970er Jahre wieder zurück, um sich 1982 dann wieder davon zu trennen.
Seine neue Rennbootmarke „The Cigarette“ wurde im Prinzip ein Markenzeichen von Don Aronow selbst.
Er gründete nun eine sehr erfolgreiche, nationale Rennmannschaft, aus der sich das Racing Team America entwickelte. Dabei kam ein neuer Katamaran-Bootstyp zum Einsatz, der später auch von der Küstenwache der Vereinigten Staaten eingesetzt wurde, um mit den schnellen Schmuggelbooten an den Küsten mithalten zu können. Allerdings wussten auch Schmuggler diese neuen Boote von Don Aronow zu schätzen und setzten sie ihrerseits insbesondere zum Drogenschmuggel ein. In legalen Rennen gewannen diese Boote von Don Aronow in über 350 davon.
Am 3. Februar 1987 wurde Don Aronow in seinem Auto sitzend, in der NE 188th Street in Miami erschossen.

## Kriminalfall
Kurz vor seiner Ermordung hatte Aronow ein Meeting mit Bob Sacenti und Ben Kramer, den Teil-Eigentümern von Apache Power Boats. Als nun Aronow danach mit seinem Auto nach nur wenigen Metern an einem auf der Gegenseite parkenden blauen Lincoln vorbeirollte, eröffnete laut Zeugenaussage dessen Fahrer das Feuer. Ein weiterer Zeuge versuchte dem nun fliehenden Täterfahrzeug zu folgen, wurde aber abgeschüttelt.
Auf Grund der Beliebtheit seiner Schnellboote für illegale Schmuggeleinsätze bot es sich zunächst an, hier eine Motivlage für die Ermordung zu suchen. Erst etwa zehn Jahre später kam Bewegung in den Fall, als zwei Beschuldigte die Tat abstritten.  1995 gab der Berufsverbrecher Bobby Young zu, in den Vorfall verwickelt zu sein, selber aber nichts mit der eigentlichen Ermordung zu tun gehabt zu haben. Ins Fadenkreuz geriet nun als Drahtzieher der Meeting-Teilnehmer Ben Kramer. Dieser war mit Aronow geschäftlich aneinandergeraten, da er der Käufer des Rennstalls war, den Aronow später wieder zurückgekauft hatte. Eine Anklage gegen Kramer wurde nicht erhoben; er verbüßte ohnehin eine lebenslange Haftstrafe u. a. seit 1988/89 wegen Drogenschmuggel und illegalem Waffenhandel. 1990 versuchte er auf spektakuläre Weise mit Hilfe eines Helikopters aus dem Gefängnis zu fliehen, scheiterte mit diesem Versuch allerdings.

## Filme
- 2018: Speed Kills; Actionfilm mit John Travolta als Ben Aronoff
- 2009: Thunder Man: The Don Aronow Story; Dokumentarfilm